# TGM3型柴油机车
TGM3型柴油机车（俄语：ТГМ3）是苏联铁路的调车柴油机车车型之一，由柳季诺沃内燃机车制造厂设计制造，于1959年研制成功并投入批量生产。TGM3型柴油机车除了供苏联国内使用，亦有少量被出口至保加利亚、伊朗、土耳其、埃及等国。此外，波兰第一机车制造厂根据苏联转让TGM3型机车的技术资料，在1963年至1966年自行生产了50多台该型机车，在波兰国家铁路系统内称为SM15型柴油机车。

## 技术特点
机车采用底架承载结构罩式车体，车体各项载荷全部由底架承担，底架和车体重量通过四点式旁承由两台二轴转向架支承，牵引力和制动力通过心盘传递。车体尺寸与TGM3B型机车完全一致，车钩中心间距为12600毫米，采用外走廊式罩式结构，司机室位于车体中部，为司机提供良好的嘹望视野。机车走行部为两台二轴转向架，轴箱采用导框式定位结构，构架采用铸钢件及钢板焊接结构，一系悬挂由螺旋弹簧、钢板弹簧、橡胶垫、均衡梁等组成，转向架轴距为2100毫米，转向架中心距为6000毫米。
机车装用一台М751型柴油机，该型柴油机为12气缸、四冲程、机械增压的V型高速柴油机，气缸直径为180毫米，活塞行程为200毫米（副缸为209.8毫米），额定转速为每分钟1400转，最低稳定转速为每分钟600～800转，装车功率为750马力，单位燃料消耗量为175～180克/有效马力·小时。机车冷却系统的风扇采用静液压驱动。
机车传动装置采用液力机械传动，传动系统与TGM2型柴油机车大致相同。机车安装了一台卡卢加机械制造厂生产的ТГК-П型液力传动装置。液力传动装置安装于底架之上车体内部，柴油机通过联轴节及变速齿轮箱将功率传递到液力传动箱，再从液力变速箱的工况齿轮输出，以两根万向轴分别传给两台转向架上的车轴齿轮箱，从而驱动轮对。
TGM3型柴油机车的整备重量为68吨。机车轮周牵引功率为500马力，机车具有调车和干线小运转两种牵引模式，可根据使用需要通过工况齿轮换档调节。在调车模式下最高速度为30公里/小时，持续速度为7公里/小时，持续牵引力为20400公斤；而在小运转模式时最高速度为60公里/小时。当TGM3型机车在平直道上牵引2000吨列车时的最大均衡速度为28公里/小时；而牵引1500吨列车时则能以8～9公里/小时的速度通过9‰的上坡道。

## 参看
- TGM2型柴油机车
- TGM4型柴油机车
- TG100型柴油机车
- TG102型柴油机车